# Gustav Adolf Benrath (Theologe, 1931)

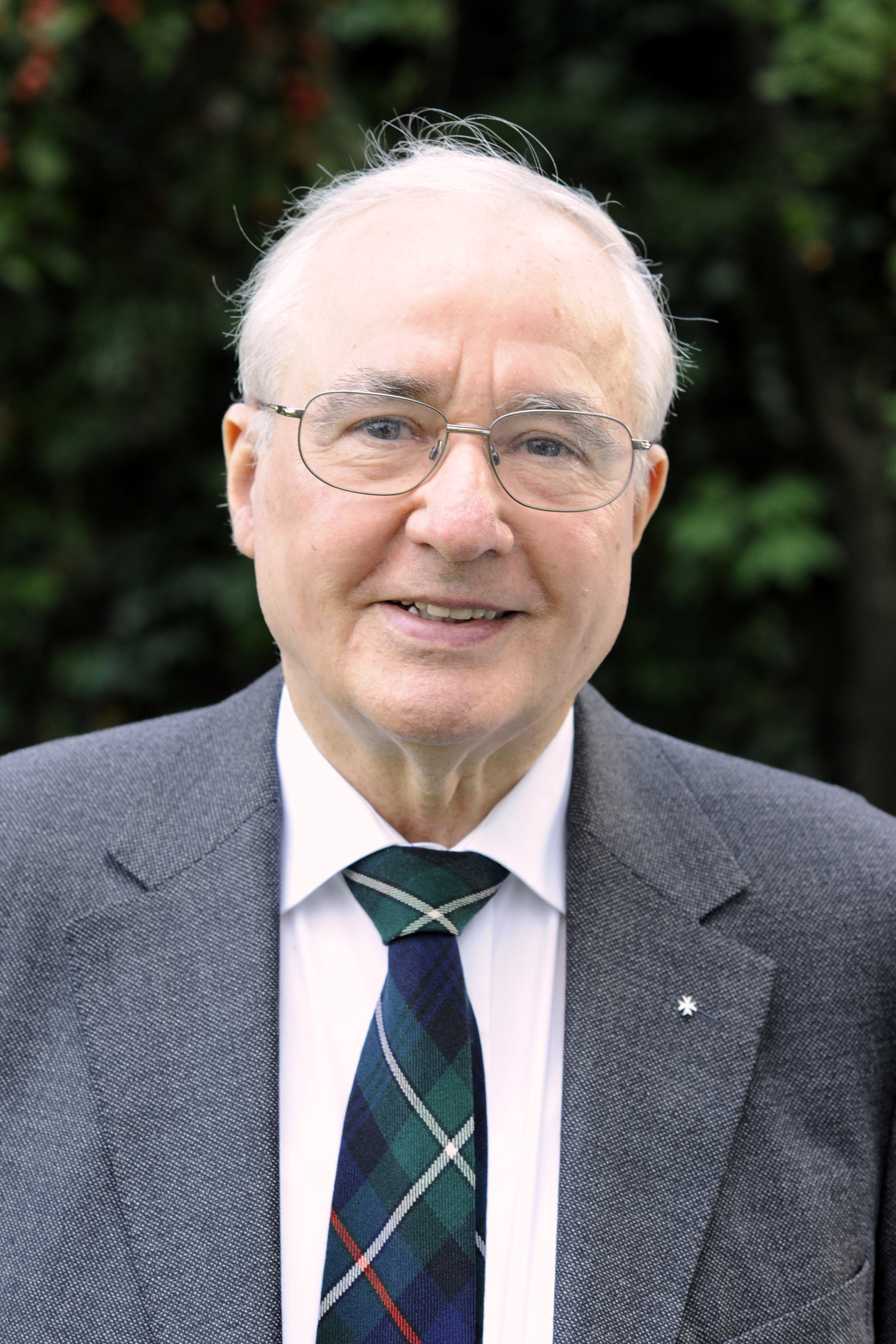
Gustav Adolf Benrath, 2011

Gustav Adolf Benrath (* 7. Dezember 1931 in Karlsruhe; † 5. November 2014 in Ladenburg) war ein deutscher evangelischer Theologe.

## Leben
Benrath, Sohn des gleichnamigen badischen Pfarrers Lic. theol. Gustav Adolf Benrath und Enkel der Theologieprofessoren Karl Benrath und Johannes Bauer, studierte von 1952 bis 1957 in Heidelberg und Wien Evangelische Theologie. Das Erste Theologische Examen legte er 1957 in der Evangelischen Landeskirche in Baden ab und wurde 1970 in Heidelberg zum Pfarrer der badischen Landeskirche ordiniert. Er schlug die wissenschaftliche Laufbahn ein. Von 1960 bis 1962 war er für den in Freiburg lehrenden Historiker Gerhard Ritter Wissenschaftlicher Mitarbeiter an der Heidelberger Akademie der Wissenschaften. Von 1961 bis 1972 hatte er an der Ruprecht-Karls-Universität Heidelberg einen Lehrauftrag für badische und pfälzische Kirchengeschichte inne. Nach der Promotion 1959 bei Heinrich Bornkamm an der Universität Heidelberg mit einer Arbeit über Reformierte Kirchengeschichtsschreibung an der Universität Heidelberg im 16. und 17. Jahrhundert und der Habilitation 1964 ebenda mit einer Untersuchung über John Wyclifs Bibelkommentar war er von 1970 bis zu seiner Emeritierung 1997 Professor für Kirchen- und Dogmengeschichte an der Johannes Gutenberg-Universität Mainz. Daneben war er im Leibniz-Institut für Europäische Geschichte in Mainz 1991/92 Kommissarischer Leiter und von 1991 bis 1994 Leiter der Abteilung für Abendländische Religionsgeschichte.
Studienaufenthalte und Gastdozenturen führten ihn an das Kenyon College in Gambier, Ohio, nach Oxford, an die Rice University in Houston, Texas, und an die University of Glasgow, wo er Alexander Robertson Lecturer 1993 war.
Benrath war unter anderem Vorstandsmitglied des Vereins für Reformationsgeschichte (1970–1997), Beiratsmitglied im Mennonitischen Geschichtsverein (1975–1997), Mitglied der Historischen Kommission zur Erforschung des Pietismus (1981–1992), Korrespondierendes Mitglied der Kommission für geschichtliche Landeskunde in Baden-Württemberg (seit 1974) sowie Vorstandsmitglied des Vereins für Kirchengeschichte in der Evangelischen Landeskirche in Baden (1965–1995), des Vereins für Pfälzische Kirchengeschichte (seit 1970, zuletzt als Ehrenmitglied) und der Ebernburg-Stiftung. Seit 1996 war er Ehrenritter, seit 2009 Rechtsritter des Johanniterordens.

## Familie
Aus der 1964 geschlossenen Ehe mit der Bibliothekarin Marlene Benrath, geb. Starke, gingen drei Kinder hervor: Ruth Johanna Benrath, Justus Benrath und Friedemann Benrath.

## Forschungsschwerpunkte
Benraths Interesse galt der Geschichte des Christentums in sowohl regionalen als auch globalen Dimensionen. Schwerpunkte lagen auf der Erforschung spätmittelalterlicher Erneuerungsbewegungen, der Reformationsgeschichte in ihrer ganzen Breite, der Konfessionalisierung und der Universitätsgeschichte, insbesondere des 16. und 17. Jahrhunderts. Im Bereich der Territorialkirchengeschichte befasste er sich vor allem mit Baden und der Kurpfalz. In seinen letzten Jahren widmete er sich den Entwicklungen des 18. und 19. Jahrhunderts, wobei die Entstehung der konfessionellen bzw. kirchlichen Unionen sowie die personen- und werkgeschichtliche Erschließung herausragender Persönlichkeiten des Pietismus und der Erweckungsbewegung in den Vordergrund rückten.

## Ehrungen
Das Ursinus College in Collegeville (Pennsylvania) zeichnete ihn 1969 mit der Ehrendoktorwürde aus. 1996 wurde er mit der Medaille der Evangelischen Landeskirche in Baden zur Erinnerung an die Union 1821 ausgezeichnet.

## Schriften (Auswahl)
Monografien
- Reformierte Kirchengeschichtsschreibung an der Universität Heidelberg im 16. und 17. Jahrhundert. Speyer 1963, OCLC 720141550.
- Die Selbstbiographie des Heidelberger Theologen und Hofpredigers Abraham Scultetus (1566–1624). (Veröffentlichungen des Vereins für Kirchengeschichte in der Evangelischen Landeskirche in Baden 24). Evangelischer Presseverband, Karlsruhe 1966.
- Wyclifs Bibelkommentar. Berlin 1966, OCLC 772646879.
- Jung-Stillings Leben, Denken, Wirken. Ein Überblick. Vortrag anlässlich der Eröffnung der Ausstellung Jung-Stilling, Arzt, Kameralist, Schriftsteller zwischen Aufklärung und Erweckung, gehalten am 12. Juni 1990 in der Badischen Landesbibliothek Karlsruhe. Karlsruhe 1990, ISBN 3-89065-030-9.
- Reformation – Union – Erweckung. Beispiele aus der Kirchengeschichte Südwestdeutschlands, hrsg. von Klaus Bümlein, Irene Dingel, Wolf-Friedrich Schäufele (= Veröffentlichungen des Instituts für Europäische Geschichte. Band 228). Vandenhoeck & Ruprecht, Göttingen 2012, bei DNB ISBN 3-525-10110-4 (darin S. 353–374: Traudel Himmighöfer, Bibliographie Gustav Adolf Benrath 1960–2010). Digitalisat

Als Herausgeber
- Wegbereiter der Reformation (= Klassiker des Protestantismus 1). Dieterich, Bremen 1967; 2. Aufl. Wuppertal 1988.
- Johann Heinrich Jung-Stilling. Lebensgeschichte. Wiss. Buchgesellschaft, Darmstadt 1976; 3. Aufl. 1992.
- Gerhard Tersteegen: Briefe. 2 Bde. Gießen und Göttingen 2008.

Schriftenreihen
- Schriften des Vereins für Reformationsgeschichte. (SVRG) Band 190–197 (1978–1992).
- Quellen und Forschungen zur Reformationsgeschichte. (QFRG) Band 44–67 (1976–1997).[5]